# Беит Агион
Беит Агион ( хебр. בית אגיון , Кућа Агион ), такође познат као Беит Рош ХаМемшала ( хебр. בית ראש הממשלה, лит. Дом шефа владе ) или метонимно као Балфур је званична резиденција премијера Израела. Налази се у улици Смоленскин 9, на углу улице Балфур у престижном кварту Рехавија у централном Јерусалиму.
Кућа је изграђена између 1936. и 1938. за грчко-јеврејског трговца Едварда Агиона, имућног становника Александрије у Египту. Пројектовао га је немачки архитекта Ричард Кауфман.

## Спољашне везе
31° 46′ 24″ С; 35° 13′ 04″ И / 31.7734505° С; 35.2177691° И